# Бушев, Андрей Юрьевич
Андрей Юрьевич Бушев (род. 12 февраля 1966, Ленинград) — российский юрист, судья Конституционного суда Российской Федерации (с 2022 года). Кандидат юридических наук, доцент кафедры коммерческого права Санкт-Петербургского государственного университета.

## Биография
Закончил юридический факультет ЛГУ им. А. А. Жданова (ныне СПбГУ) в 1988 году. В 1997 году защитил кандидатскую диссертацию по теме «Акции по законодательству Российской Федерации» (научный руководитель — профессор В. Ф. Яковлев). С 1996 года — ассистент, с 2000 года — доцент кафедры коммерческого права. С 2019 года — исполняющий обязанности заведующего кафедрой гражданского права СПбГУ. Проходил стажировки, а также обучение по программе MBA в зарубежных компаниях: в Лондоне (1994), в Париже (1995), в Хельсинки (1996—1997), в Копенгагене (2000), Лиссабоне (2007) и др. В 1999 году обучался на юридическом факультете Университета Восточной Англии (г. Норидж, Великобритания).
С 2000 года — арбитр в международных и российских арбитражах (третейских судах), включая Международный коммерческий арбитражный суд и Морскую арбитражную комиссию при Торгово-промышленной палате России.
В 2003—2005 гг. руководил региональным отделением организации Группы Всемирного Банка — Международной финансовой корпорации, по проекту «Корпоративное управление в России».
С 2009 года — судья ad hoc Европейского суда по правам человека. В сентябре 2021 года был представлен в качестве кандидата на должность судьи ЕСПЧ от России.
8 июня 2022 года Советом Федерации Федерального Собрания Российской Федерации назначен судьей Конституционного суда Российской Федерации по представлению Президента Российской Федерации Владимира Путина.

## Научная деятельность
Научные интересы составляют ценные бумаги и корпоративное управление, зарубежное коммерческое право, правовое регулирование финансовых рынков, оборот ценных бумаг. Автор более 100 работ по проблемам коммерческого и гражданского права, международного права, экономики и права, в том числе на иностранных языках.